# Kap G
George Ramirez  (Atlanta, Georgia, 31 de julio de 1994), más conocido por su nombre artístico Kap G, es un rapero,  cantante y compositor estadounidense de ascendencia mexicana.

## Biografía
George Ramírez (Kap G) nació el 31 de julio de 1994, en Atlanta, Georgia. Es de ascendencia mexicana, pero su familia emigró de México a Estados Unidos, fue criado en el área metropolitana de Atlanta, en el estado de Georgia. Se graduó de Tri-Cities High School.

## Discografía
- 2014: Like A Mexican
- 2016: El Southside
- 2017: SupaJefe
- 2017: Mood